# Verwaltungsgemeinschaft Biederitz
Die Verwaltungsgemeinschaft Biederitz bestand aus den Gemeinden Biederitz, Gerwisch, Gübs, Königsborn, Menz, Nedlitz, Wahlitz und Woltersdorf und lag im sachsen-anhaltischen Landkreis Jerichower Land. Verwaltungssitz war Biederitz. Am 1. Januar 2005 wurde die Verwaltungsgemeinschaft mit der Verwaltungsgemeinschaft Möser zur neuen Verwaltungsgemeinschaft Biederitz-Möser zusammengelegt. Die Gemeinden Menz, Nedlitz und Wahlitz wurden dagegen in die Stadt Gommern eingemeindet.